# Tinaja

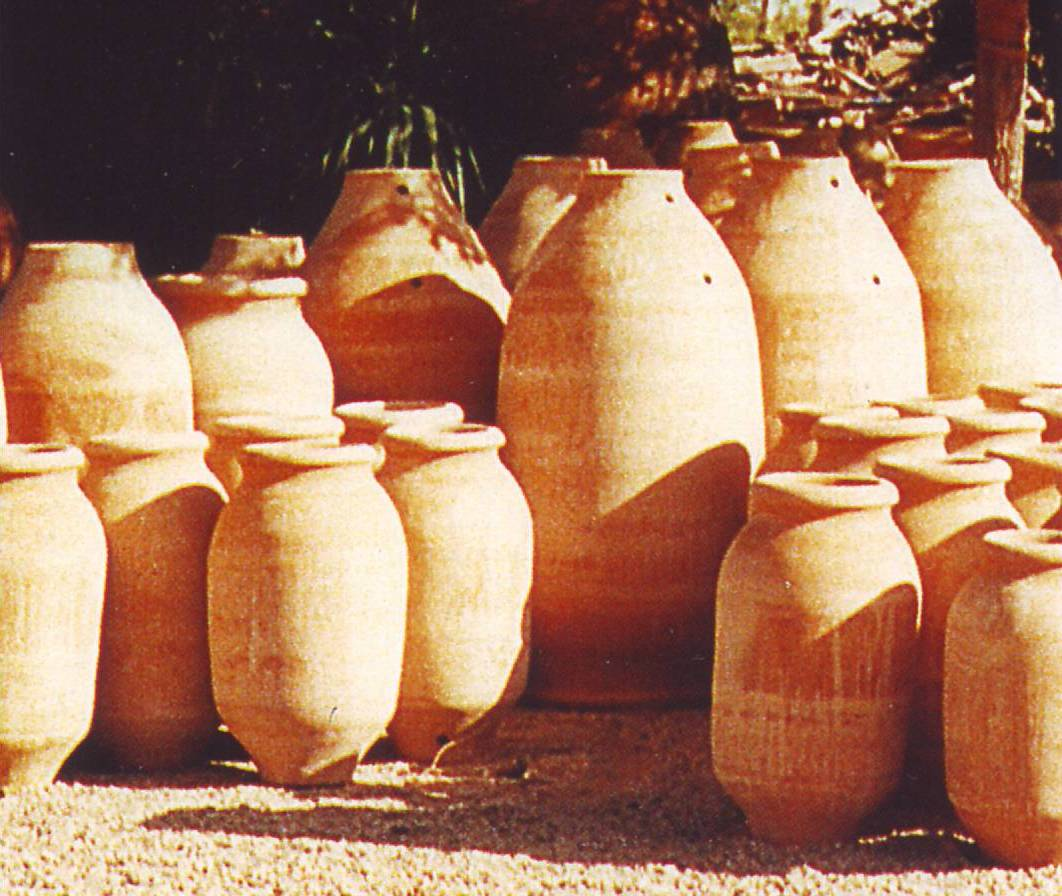
Tinajas in Colmenar de Oreja, Spanje

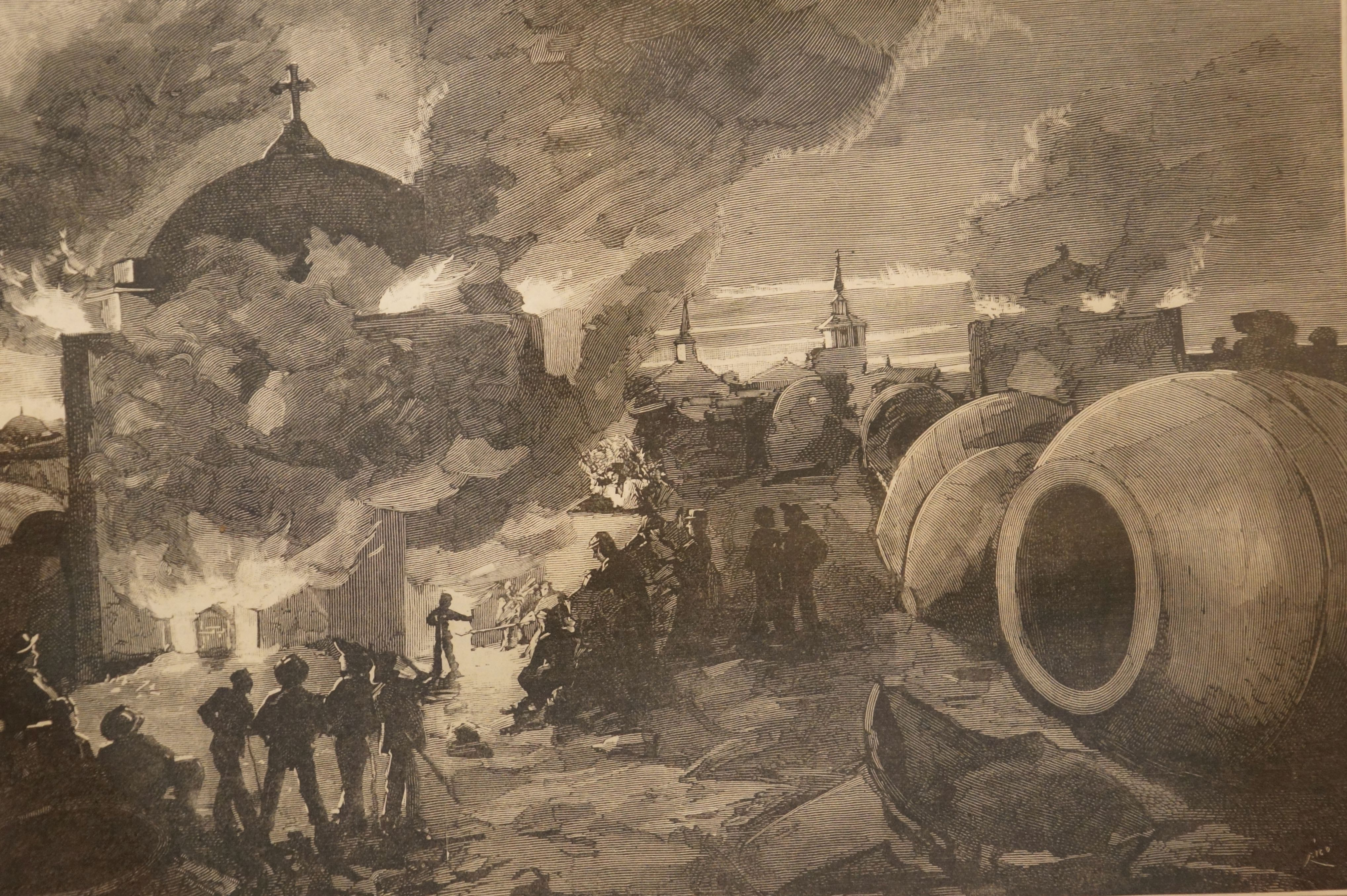
Fabricage van tinajas in Colmenar de Oreja (illustratie van de aldaar geboren kunstenaar Ulpiano Checa uit 1882)

Een tinaja (uit het Spaans) is een grote kruik van aardewerk, in het midden veel breder dan aan de boven- en onderkant, enigszins gelijkend op een amfora maar meestal zonder handvaten, die in de Filipijnen ook wel werd gebruikt als maateenheid.
Een tinaja voor olijfolie of azijn bevatte 16 gantas (ongeveer 48 liter). In sommige provincies van de Filipijnen bevatte een tinaja tot wel 24 gantas.
Wat in Spanje een tinaja wordt genoemd, kan echter ook veel groter zijn. Sommige van de in Colmenar de Oreja in Midden-Spanje gemaakte tinajas zijn tot 3,5 meter hoog en hebben een inhoud van 5000 liter. Volgens eeuwenoude Moorse regels moesten tinajas zowel rode als witte klei bevatten, moest een stadsopzichter het mengsel controleren en werden ook eisen gesteld aan het bakken en glazuren.
Het (gedeeltelijk) ingraven van de kruik in de grond, zoals bij de wijnproductie tijdens fermentatie, draagt bij aan het stabiel houden van de temperatuur van de inhoud.
Kruiken die vergelijkbaar zijn met de tinaja zijn – naast de reeds genoemde Grieks-Romeinse amfora – de kvevri uit de Zuidelijke Kaukasus, de Romeinse dolium en de Griekse pithos.